# NAZ
NAZ era o companie rusă și apoi sovietică care se afla la Nijni Novgorod. Compania a fost înființată în 1853 și la acea vreme creea vagoane. Pe măsură ce automobilele au început să devină un lucru mai obișnuit, au început să piardă vânzările de vagoane trase de cai și au înțeles că trebuie să înceapă producția de automobile. Au încheiat un acord cu Ford pentru a-și produce automobilele până în 1946, dar înainte de a putea produce mașini sub marca lor, compania a fost cumpărată de GAZ.

## Istoric
Compania a fost fondată de un om de afaceri grec care s-a mutat în Rusia în 1851. În 1853 au început să creeze vagoane și în 1855 au vândut în jur de 10.000 de unități. În 1856 a fost creată și o altă companie competitivă numită PAZ, care a vândut aproximativ 5.000 de unități în 1858. În 1899 au fost vândute în jur de 56.000 de unități. În 1925, automobilele au început să fie importate în Rusia, iar vânzările de vagoane trase de cai au început să scadă. În 1926 PAZ a fost cumpărat de NAZ.
În 1928, NAZ a încheiat un acord cu Ford pentru a începe să își creeze vehiculele în Uniunea Sovietică, dar în 1931 compania a fost cumpărată de GAZ. Acest lucru a dus la modelul Ford A numit GAZ-A în loc să fie numit NAZ-A.